# Gymnobela gypsata
Gymnobela gypsata é uma espécie de gastrópode do gênero Gymnobela, pertencente a família Raphitomidae.